# C/2010 X1 (Elenin)
C/2010 X1 (Elenin) – kometa długookresowa, odkryta 10 grudnia 2010 przez rosyjskiego astronoma amatora Leonida Jelenina. Peryhelium wynoszące 0,4824 au kometa osiągnęła w dniu 10 września 2011 roku, natomiast 16 października 2011 miała zbliżyć się do Ziemi na odległość 0,2338 au (34,9 mln km) i minąć ją z prędkością 23,9 km/s.

## Obserwacje komety
Przewidywano, że w październiku 2011 roku kometa mogła osiągnąć jasność ok. 6m, mogłaby być zatem w sprzyjających warunkach dostrzegalna gołym okiem. Średnica głowy komety osiągnęłaby na niebie ok. 14'.
Pod koniec sierpnia 2011 jasność komety wyraźnie spadła, a jej koma stała się wydłużona i rozproszona, co wskazywało na to, że kometa rozpada się i nie przetrwa przejścia przez peryhelium. Rozpad komety mógł być związany z rozbłyskiem słonecznym, który w nią uderzył 19 sierpnia.
Zdjęcia komety dokonane 6 października wskazują na to, że doszło do rozpadu komety. 16 października resztki komety ominęły Ziemię w odległości ok. 34 milionów kilometrów. Kolejny raz resztki komety pojawią się ponownie w okolicach Ziemi za ok. 12 tysięcy lat.